# Западни езотеризам
Западни езотеризам, који се такође назива езотерицизам, езотеризам, а понекад и западна мистериозна традиција, је термин под којим су научници категорисали мноштво слабо повезаних идеја и покрета који су се развили у оквиру западног друштва. Ове идеје и струје уједињује чињеница да су у великој мери различити и од православне Јудејско-хришћанске религије и од просветитељског рационализма. Езотеризам је прожимао разне облике западне филозофије, религије, псеудонауке, уметности, књижевности и музике, настављајући да утиче на интелектуалне идеје и популарну културу.
Идеја груписања широког спектра западних традиција и филозофија заједно у категорију која се сада назива езотерицизам развила се у Европи током касног седамнаестог века. Различити академици расправљали су о томе како дефинисати западни езотерицизам, са неколико различитих предложених опција. Један научни модел усваја своју дефиницију „езотеризма” из одређених езотеричких школа самих мисли, третирајући „езотеризам” као перенијалистичку скривену, унутрашњу традицију. Друга перспектива види езотеризам као категорију која обухваћа покрете који обухваћају „зачарани” поглед на свет пред све већим разочарењем. Трећи посматра западни езотеризам као категорију која обухвата све „одбачено” знање западне културе које није прихваћено ни од стране научних установа нити од православних верских власти.
Најраније традиције које би анализе у будућности означавале као облике западног езотеризма појавиле су се на источном Медитерану током касне Антике, где су се херметизам, гностицизам и неоплатонизам развијали као школе мишљења које су се разликовале од онога што је постало општеприхваћено хришћанство. Ренесансна Европа се све више интересовала за многе од ових старијих идеја, са различитим интелектуалцима који су комбиновали „ паганске” филозофије са Кабалом и хришћанском филозофијом, што је узроковало појавом езотеричних покрета као што је хришћанска теозофија. Седамнаести век је довео до развоја иницијаторских друштава која испољавају езотерично знање као што су Розенкројцера и Масона (Слободних Зидара), док је доба просветитељства осамнаестог века довело до развоја нових облика езотеричне мисли. У деветнаестом веку појавили су се нови облици езотеричке мисли који су постали познати као окултизам. Истакнуте групе у овом веку укључивале су теозофско друштво и херметички ред златне зоре. Модерни паганизам се развио у оквипу окултизма и укључује религијске покрете као што је Вика. Езотеричне идеје прожимале су контракултуру шездесетих година и каснијих културних тенденција, из којих се појавио покрет Ново Доба (New age) 1970-их.
Иако се идеја да се ови различити покрети могу сврстати заједно под рубрику „западног езотеризма” развила крајем осамнаестог века, ове езотеричне струје су углавном игнорисане као предмет академског истраживања. Академско проучавање западног езотеризма појавило се тек крајем 20. века, које су увели научници као што су Френсис Јејтс и Антоан Фавр. Езотеричне идеје су у међувремену утицале на популарну културу, појављујући се у уметности, књижевности, филму и музици.

## Етимологија
Концепт „езотерике” настао је у другом веку нове ере 
стварањем старогрчког придева „esôterikós” („припадност унутрашњем кругу”); најранији познати пример ове речи појавио се у сатири коју је написао [Лукијан из Самосате] (око 125 - после 180)
Именица „езотеризам”, у свом француском облику „ésotérisme”, први пут се појавила 1828. године  у раду [Жак Матера] [фр] (1791–1864), „Histoire critique du gnosticisme” (Историја критике гностицизма) (3 тома.).
Термин „езотеризам” је стога почео да се користи почетком просветитељства и његове критике институционализоване религије, током које су се алтернативне верске групе почеле одвајати од општеприхваћеног хришћанства у западној Европи. Током деветнаестог и 20. века, на појам „езотеризам” се обично гледа као на нешто што се разликује од хришћанства, и које је створило супкултуру која је била углавном у сукобу са општеприхваћеним Хришћаниством барем од времена Ренесансе. Француски окултиста и церемонијални мађионичар Елифас|Леви (1810–1875) популаризовао је тај израз 1850-их година, а теозоф Алфред Перси Синет (1840–1921) га је увео у енглески језик у својој књизи Езотерички будизам (1883). Леви је такође увео термин „l'occultisme”, појам који је развио против савремених социјалистичких и католичких дискурса. „Езотеризам” и „окултизам” су често били кориштени као синоними, док каснији нису почели да разликују појмове.

## Концептуални pазвој
„Западни езотеризам” није природни појам већ вештачка категорија, ретроспективно примењен на низ струја и идеја које су познате другим именима барем до краја осамнаестог века. [Ово] значи да првобитно нису све те струје и идеје нужно сматране као да припадају заједно: ... тек недавно у касном седамнаестом веку налазимо прве покушаје да их представимо као једну јединствену, кохерентну област или домен, и објашњавању онога што им је заједничко. Укратко, „западни езотеризам” је модерна научна конструкција, а не аутономна традиција која је већ постојала тамо и само је требало да буде откривена од стране историчара.

— Ученик езотеризма Ваутер Ханеграф, 2013.
Концепт „западног езотеризма” је модерна научна конструкција, а не већ постојећа, само-дефинисана традиција мишљења.  Крајем седамнаестог века, неколико европских хришћанских мислилаца представило је аргумент да одређене традиције западне филозофије и мисли могу бити категоризоване заједно, чиме се успоставља категорија која се сада зове „западни езотеризам”. Први је то учинио de: Ehregott Daniel Colberg(1659–1698), немачки лутеран који је написао „Platonisch-Hermetisches Christianity”(1690–91). Непријатељски критичар разних струја западне мисли која се појавила од ренесансе - међу њима и Парацелзианизам, Веигелианизам и хришћанска теозофија - у својој књизи је означио све ове традиције у категорији „Платонско-херметичко хришћанство”, тврдећи да су они јеретични ономе што је видео као истинско хришћанство. Упркос свом непријатељском ставу према овим традиционалним мишљењима, он је први повезао ове различите филозофије и проучавао их под једном рубриком, признајући такође да се те идеје повезују са ранијим филозофијама и од касне антике.
У Европи током осамнаестог века, у доба просветитељства, ове езотеричне традиције су редовно категоризоване под ознакама „сујеверје”, „магија” и „окултно”, термини који су често коришћени наизменично.  Модерна академија, која је тада била у процесу развоја, доследно је одбацивала и игнорисала теме које се налазе под „окултним” и тако их је истраживала углавном препуштена ентузијастима изван академске заједнице. Заиста, према историчару езотеризма Воутеру Ј. Ханеграфу (рођеном 1961), одбацивање „окултних” тема сматрало се „кључним идентификатором идентитета” за све интелектуалце који се желе повезати са академијом.
Учењаци су ову категорију установили крајем 18. века, након што су идентификовали „структуралне сличности” између „идеја и погледа на свет великог броја мислиоца и покрета”, који пре тога нису били стављени у исту аналитичку групу  Према ученику езотеризма Воутеру Ј. Ханеграфу, термин је пружио „корисну генеричку ознаку” за „велику и компликовану групу историјских феномена који су се дуго сматрали као породичне сличности.”
Различити академици су нагласили идеју да је езотеризам феномен јединствен за западни свет; као што је Фавр навео, „емпиријска перспектива” би сматрала да је „езотеризам западни појам”. Као што су научници као што су Фавр и Ханеграф истакли, не постоји упоредна категорија „источног” или „оријенталног” езотеризма.  Нагласак на западњачком езотеризму ипак је првенствено осмишљен да разликује израз од универзалног езотеризма. Ханеграф их је окарактерисао као „препознатљиве светске погледе и приступе знању које су одиграле важну, иако увек контроверзну улогу у историји западне културе.” Историчар религије Хенрик Богдан је тврдио да је западни езотеризам представњен као „трећи стуб западне културе”, поред „доктринарне вере и рационалности”, коју је прва сматрала јеретичком, а друга ирационалном. Научници ипак признају да су разне незападне традиције извршиле „дубок утицај” на западни езотеризам, наводећи познати пример теозофског друштва укључивања хиндуистичких и будистичких концепата у своје доктрине.  Имајући у виду ове утицаје и непрецизну природу термина „западни”, научник езотеризма Кенет Гранолм тврди да академици морају да престану да се позивају на „западни езотеризам”, односно да прихвате „езотеризам” као опис овог феномена.  Овај став је подржао Егил Аспрем.

## Дефиниција
Историчар езотеризма Антоан Фавр је приметио да „никада није прецизан термин, [езотеризам] почео да прелази своје границе са свих страна”, и са Фавром и Карен-Клер Вос наводећи да се западни езотеризам састоји од „широког спектра аутора, токова, радова филозофије, религије, уметности, књижевности и музике.” Постоји широко слагање међу научницима о томе које струје мисли могу бити сврстане у категорију „езотеризма”, које се креће од древног гностицизма и херметизма до росенкруцианизма и кабале и до новијег феномена као што је покрет Нова Година.  Ипак, сам „езотеризам” остаје контроверзан појам, са научницима који се специјализују за предмет који се не слаже око тога како се најбоље може дефинисати. 

### Езотерицизам као универзална, тајна, унутрашња традиција
Дефиниција коју су усвојили неки научници користила је „западни езотеризам” у односу на „унутрашње традиције” које се баве „универзалном духовном димензијом стварности”, за разлику од само спољашњих („егзотеричких”) религијских институција и догматских система утврђених религија. Према овом приступу, „западни езотеризам” се посматра као само једна варијанта светског „езотеризма” који се може наћи у срцу свих светских религија и култура, одражавајући скривену езотеричну стварност. Ова употреба термина „езотеризам” најближа је изворном значењу речи, јер је коришћена у касној антици, где је примењена на тајна духовна учења која су била резервисана за одређену елиту и сакривена од маса.  Ова дефиниција је популаризована у објављеним радовима езотеричара деветнаестог века као што су А. Е. Ваите, који је настојао да комбинује своја мистичка веровања са историјском интерпретацијом езотеризма. Касније је постао популаран приступ у неколико езотеричних покрета, нарочито Мартинизам и традиционализам.
Ова дефиниција - коју су првобитно развили сами езотеричари - постала је популарна међу француским академицима током осамдесетих година, извршавајући снажан утицај на ученике Мирцеа Елиаде, Хенрија Корбина и рани рад Фавра.  У академској области религијских студија, они који проучавају различите религије у потрази за унутрашњом, универзалном димензијом за све њих називају се „религиозни”. Такве религиозне идеје су такође утицале на новије научнике као што су Николас Гудрик-Кларк и Артхур Верслуис. Верслуис је, на пример, дефинисао „западни езотеризам” као „унутрашње или скривено духовно знање које се преноси кроз западноевропске историјске токове, а које заузврат хране северноамеричким и друго неевропско окружење.” Он је додао да ове западне езотеричне струје имају заједничку карактеристику, „тврдњу за гносис, или директан духовни увид у космологију или духовни увид”, и према томе је сугерисао да се ове струје могу назвати „западним гностиком”, једнако као и „западна езотерија”.
Постоје различити проблеми са овим моделом за разумевање западног езотеризма. Најзначајније је да почива на уверењу да заиста постоји „универзална, скривена, езотерична димензија стварности” која објективно постоји. Постојање ове универзалне унутрашње традиције није откривено науком или научним истраживањем; то је навело неке [који?] да тврде да не постоје, иако је Ханеграф сматрао да је боље усвојити став заснован на методолошком агностицизму наводећи да „ми једноставно не знамо - и не можемо знати” да ли постоји или не. Он је напоменуо да, чак и да таква истинита и апсолутна природа стварности заиста постоји, она ће бити доступна само кроз „езотеричне” духовне праксе, и неће бити откривена или измерена „егзотеричним” алатима науке и научног истраживања.  Ханеграф је такође нагласио да став који настоји да открије унутрашњу скривено језгро свих езотеричних струја, маскира чињеницу да такве групе често садрже значајне разлике међусобом, укорењене у својим историјским и друштвеним контекстима, изражавајући идеје и агенде које се међусобно искључују. Треће питање је било да многе од тих струја које су широко препознате као езотеричне никада нису прикриле своја учења, и да је у 20. веку дошло до прожимања популарне културе, па је био проблем тврдити да се езотеризам може дефинисати својом скривеном и тајновитом природом.  Штавише, Ханеграф је приметио да када научници прихвате ову дефиницију, она показује да се они слажу са религијским доктринама које подржавају саме групе које их проучавају. 

### Додатна академска литература
Faivre, Antoine (2010). Western Esotericism: A Concise History. Christine Rhone (translator). New York: SUNY Press. ISBN 978-1-4384-3377-6.
Giegerich, Eric (2001). „Antoine Faivre: Studies in Esotericism”. The San Francisco Jung Institute Library Journal. 20 (2): 7—25. doi:10.1525/jung.1.2001.20.2.7.
Granholm, Kennet (2013). „Esoteric Currents as Discursive Complexes”. Religion. 43 (1): 46—69. doi:10.1080/0048721x.2013.742741.
Hanegraaff, Wouter J., ур. (2005), Dictionary of Gnosis and Western Esotericism I, Leiden / Boston: Brill
Hanegraaff, Wouter J. (2015). „The Globalization of Esotericism” (PDF). Correspondences: An Online Journal for the Academic Study of Western Esotericism. 3. стр. 55—91.
Tweed, Thomas A. (2005), „American Occultism and Japanese Buddhism. Albert J. Edmunds, D. T. Suzuki, and Translocative History” (PDF), Japanese Journal of Religious Studies, 32 (2): 249—281, Архивирано из оригинала (PDF) 22. 05. 2012. г., Приступљено 26. 05. 2019
Versluis, Arthur (1993), American Transcendentalism and Asian Religions, Oxford University Press